# Andrea Petagna
Andrea Petagna (Trieste, provincia de Trieste, 30 de junio de 1995) es un futbolista italiano. Juega de delantero y su equipo es el A. C. Monza de la Serie B de Italia.

## Selección nacional
Ha sido internacional con la selección de fútbol de Italia en una ocasión. Debutó el 28 de marzo de 2017, en un encuentro amistoso ante la selección de los Países Bajos que finalizó con marcador de 2-1 a favor de los italianos.

### Participaciones en Eurocopas
| Eurocopa                | Sede    | Resultado |
| ----------------------- | ------- | --------- |
| Eurocopa Sub-21 de 2017 | Polonia | Semifinal |

## Estadísticas

### Clubes
Actualizado al último partido disputado el 1 de septiembre de 2024.
| Club                            | Div.          | Temporada     | Liga  | Liga  | Copas nacionales | Copas nacionales | Copas internacionales | Copas internacionales | Total | Total |
| Club                            | Div.          | Temporada     | Part. | Goles | Part.            | Goles            | Part.                 | Goles                 | Part. | Goles |
| ------------------------------- | ------------- | ------------- | ----- | ----- | ---------------- | ---------------- | --------------------- | --------------------- | ----- | ----- |
| A. C. Milan · Italia            | 1.ª           | 2012-13       | 0     | 0     | 0                | 0                | 1                     | 0                     | 1     | 0     |
| A. C. Milan · Italia            | 1.ª           | 2013-14       | 3     | 0     | 1                | 0                | 0                     | 0                     | 4     | 0     |
| A. C. Milan · Italia            | Total club    | Total club    | 3     | 0     | 1                | 0                | 1                     | 0                     | 5     | 0     |
| U. C. Sampdoria · Italia        | 1.ª           | 2013-14       | 3     | 0     | 2                | 0                | ―                     | ―                     | 5     | 0     |
| U. C. Sampdoria · Italia        | Total club    | Total club    | 3     | 0     | 2                | 0                | 0                     | 0                     | 5     | 0     |
| S. S. D. Latina Calcio · Italia | 2.ª           | 2014-15       | 10    | 0     | 1                | 0                | ―                     | ―                     | 11    | 0     |
| S. S. D. Latina Calcio · Italia | Total club    | Total club    | 10    | 0     | 1                | 0                | 0                     | 0                     | 11    | 0     |
| L. R. Vicenza · Italia          | 2.ª           | 2014-15       | 14    | 1     | 0                | 0                | ―                     | ―                     | 14    | 1     |
| L. R. Vicenza · Italia          | Total club    | Total club    | 14    | 1     | 0                | 0                | 0                     | 0                     | 14    | 1     |
| Ascoli Calcio · Italia          | 2.ª           | 2015-16       | 32    | 7     | 0                | 0                | ―                     | ―                     | 32    | 7     |
| Ascoli Calcio · Italia          | Total club    | Total club    | 32    | 7     | 0                | 0                | 0                     | 0                     | 32    | 7     |
| Atalanta B. C. · Italia         | 1.ª           | 2016-17       | 34    | 5     | 2                | 0                | ―                     | ―                     | 36    | 5     |
| Atalanta B. C. · Italia         | 1.ª           | 2017-18       | 29    | 4     | 2                | 0                | 8                     | 2                     | 39    | 6     |
| Atalanta B. C. · Italia         | Total club    | Total club    | 63    | 9     | 4                | 0                | 8                     | 2                     | 75    | 11    |
| S. P. A. L. · Italia            | 1.ª           | 2018-19       | 36    | 16    | 1                | 1                | ―                     | ―                     | 37    | 17    |
| S. P. A. L. · Italia            | 1.ª           | 2019-20       | 36    | 12    | 1                | 0                | ―                     | ―                     | 37    | 12    |
| S. P. A. L. · Italia            | Total club    | Total club    | 72    | 28    | 2                | 1                | 0                     | 0                     | 74    | 29    |
| S. S. C. Napoli · Italia        | 1.ª           | 2020-21       | 26    | 4     | 4                | 1                | 6                     | 0                     | 36    | 5     |
| S. S. C. Napoli · Italia        | 1.ª           | 2021-22       | 24    | 3     | 1                | 1                | 7                     | 0                     | 32    | 4     |
| S. S. C. Napoli · Italia        | Total club    | Total club    | 50    | 7     | 5                | 2                | 13                    | 0                     | 68    | 9     |
| A. C. Monza · Italia            | 1.ª           | 2022-23       | 31    | 4     | 1                | 1                | ―                     | ―                     | 32    | 5     |
| Cagliari Calcio · Italia        | 1.ª           | 2023-24       | 18    | 1     | 2                | 0                | ―                     | ―                     | 20    | 1     |
| Cagliari Calcio · Italia        | Total club    | Total club    | 18    | 1     | 2                | 0                | 0                     | 0                     | 20    | 1     |
| A. C. Monza · Italia            | 1.ª           | 2024-25       | 3     | 0     | 1                | 0                | ―                     | ―                     | 4     | 0     |
| A. C. Monza · Italia            | Total club    | Total club    | 34    | 4     | 2                | 1                | 0                     | 0                     | 36    | 5     |
| Total carrera                   | Total carrera | Total carrera | 299   | 57    | 19               | 4                | 22                    | 2                     | 340   | 63    |